# بیماری (فیلم)
«بیماری» (انگلیسی: Flareup (film)) یک فیلم است که در سال ۱۹۶۹ منتشر شد.